# Karta Nauczyciela
Karta Nauczyciela – polska ustawa z 1982 r. regulująca prawa i obowiązki nauczycieli. Jest ona pragmatyką zawodową, co oznacza, że przy regulacji stosunku pracy osób jej podlegających, ma ona pierwszeństwo przed Kodeksem pracy.

## Zakres przedmiotowy i podmiotowy obowiązywania
Ustawie podlegają głównie nauczyciele, wychowawcy i inni pracownicy pedagogiczni, zatrudnieni w:
- publicznych przedszkolach,
- publicznych szkołach podstawowych, szkołach ponadgimnazjalnych i ponadpodstawowych,
- publicznych szkołach artystycznych,
- placówkach, zakładach kształcenia i placówkach doskonalenia nauczycieli,
- zakładach poprawczych, schroniskach dla nieletnich oraz rodzinnych ośrodkach diagnostyczno-konsultacyjnych,
- publicznych kolegiach pracowników służb społecznych.

W szkolnictwie niepublicznym Karta Nauczyciela nie obowiązuje albo obowiązuje w ograniczonym zakresie.
Karta Nauczyciela jest krytykowana ze względu na demotywujący i kosztowny dla Skarbu Państwa system wynagrodzeń, liczne przywileje oraz obszerność definicji zawodu „nauczyciela” (w myśl ustawy nauczycielami są też np. bibliotekarze czy logopedzi).
Według Związku Miast Polskich największymi problemami Karty są roczne urlopy „na poratowanie zdrowia”, długie urlopy (łącznie 79 dni), niskie pensum przy nieweryfikowalnym czasie pracy poza szkołą, praca nauczycieli na kilku etatach, odpisy na doskonalenie nauczycieli, demotywująca i nieweryfikowana ścieżka awansu nauczycielskiego, jednorazowe zasiłki w wysokości dwóch miesięcznych pensji.

## Pisownia nazwy ustawy
W tytule ustawy (języku prawnym) i najczęściej w języku prawniczym, nazwa Karta Nauczyciela pisana jest wielką literą. Zgodnie z zasadą polskiej ortografii, wyrażoną w Wielkim Słowniku Ortograficznym PWN, nazwę tego aktu prawnego powinno pisać się tak, jak nazwy tytułów utworów literackich i naukowych, tzn. pierwsza litera pierwszego słowa – wielka, kolejne słowa rozpoczynające się małymi literami (Karta nauczyciela).

## Treść Karty Nauczyciela
Karta Nauczyciela składa się z 15 rozdziałów:
- Rozdział 1 Postanowienia wstępne
- Rozdział 2 Obowiązki nauczycieli
- Rozdział 3 Wymagania kwalifikacyjne
- Rozdział 3a Awans zawodowy nauczycieli
- Rozdział 3b Awans zawodowy nauczycieli szkół za granicą[7]
- Rozdział 4 Nawiązanie, zmiana i rozwiązanie stosunku pracy
- Rozdział 5 Warunki pracy i wynagrodzenie
- Rozdział 6 Nagrody i odznaczenia
- Rozdział 7 Uprawnienia socjalne i urlopy
- Rozdział 7a Finansowanie dokształcania i doskonalenia zawodowego nauczycieli
- Rozdział 8 Ochrona zdrowia
- Rozdział 9 Dzień Edukacji Narodowej
- Rozdział 10 Odpowiedzialność dyscyplinarna
- Rozdział 11 Uprawnienia emerytalne
- Rozdział 11a Przepisy szczególne
- Rozdział 12 Przepisy przejściowe i końcowe.